# Nephodia erigone
Nephodia erigone là một loài bướm đêm trong họ Geometridae.